# Аллюр

Шаг

Рысь

Иноходь

Галоп

Аллю́ры (устаревшее) (фр. allure «походка, бег») — виды походки лошади: шаг, рысь, галоп и иноходь.
Аллюры делятся на естественные и искусственные.

## Естественные аллюры

### Шаг
При шаге у животного, как правило, в каждый момент времени три ноги опираются на землю и только одна переставляется.

### Рысь
При рыси ноги лошади передвигаются по диагонали (крест-накрест), то есть совместно ступают правая передняя и левая задняя, а потом левая передняя и правая задняя. То есть одновременно в воздухе могут находиться две ноги. Однако, рысь бывает тихая/короткая (трот), средняя и резвая (размашистая/мах). На средней рыси появляется момент подвисания — когда в воздухе оказываются все четыре ноги, и лошадь как будто летит над дорогой. Отчётливо слышны 2 удара копыт о землю.
Скорость рыси у первоклассных рысаков — 10 м/с. Рысью лошади движутся на бегах или во время испытаний, которые называются бег рысью под седлом. Название аллюра дало название ряду пород лошадей — рысаки. Это специально выведенные упряжные лошади, которые могут долго, не уставая, не переходя на галоп, бежать резвой рысью (идти махом). Породы: орловский, русский, французский, американский рысак.

### Иноходь
При иноходи лошадь на шагу и рыси передвигается вперёд, поднимая сразу две ноги какой-либо стороны. Отчётливо слышны 2 удара копыт о землю.
Иноходь быстрее рыси, удобнее для верховой езды и езды в экипаже. Обычно лошадь может бегать либо рысью, либо иноходью.
Иноходь — естественный аллюр, встречающийся у горских верховых лошадей в Крыму, на Кавказе и Тянь-Шане, а также среди американских рысаков. Но её можно вызвать искусственно дрессировкой у лошади, которая изначально бегала только рысью. В этом случае иноходь будет считаться искусственным аллюром.
Когда лошадь двигается рысью или иноходью, обычно говорят, что она бежит.

### Галоп
Галоп состоит из ряда скачков, он бывает с правой и с левой ноги. При галопе с правой ноги лошадь сначала ступает левой задней ногой, потом двумя ногами по диагонали (правой задней ногой и левой передней), потом правой передней и наступает фаза подвисания — лошадь летит над дорогой.
Галоп называется галопом с правой ноги, если дальше и заметнее вперёд выносится правая передняя нога. При галопе с левой ноги лошадь, соответственно, сначала ступает правой задней ногой, потом двумя ногами по диагонали (левой задней ногой и правой передней), потом левой передней и наступает фаза подвисания — лошадь летит над дорогой. Отчётливо слышны 3 удара копыт о землю.
В целом галоп быстрее рыси и иноходи. Галопом лошади проходят дистанцию на скачках. На галопе лошадь может развивать скорость до 70 км/ч.
По темпу различают три вида галопа:
- медленный, собранный, сокращенный, или манежный
- средний, обыкновенный, или кентер
- быстрый, резвый, прибавленный, полевой, или карьер

Когда лошадь двигается галопом, обычно говорят, что она скачет. «Бежит галопом» — так говорят только в переносном смысле о посыльном или курьере в значении «бегом, как можно скорее».
При прыжке лошадь отталкивается от земли задними ногами, перелетает через препятствие и приземляется сначала на передние, а потом на задние ноги.
Выражение «три креста» возникло во времена, когда конница была самым мобильным родом войск. Когда командир вручал посыльному пакет, на нём указывалось время отправления в часах и минутах, а также указание, с какой скоростью донесение следует доставить. Это символически обозначалось при помощи креста. Один крест (+) означал, что посыльный мог ехать к месту назначения шагом, два креста (++) означало рысь, три креста (+++) — незамедлительный галоп. Поэтому в армии галоп носил неофициальное название «аллюр три креста», а позже это выражение вошло в русский язык, имея смыслом максимально быстрое выполнение поручения начальства.

### Карьер
Самый быстрый аллюр. Тело животного ритмично сгибается в пояснице, а задние ноги выбрасываются перед передними. Последовательность движений почти как при галопе и может рассматриваться как его быстрый вариант.

### Другие аллюры
Хода или Тёльт (исл. Tölt) — естественный аллюр исландских лошадей, он похож на очень быстрый шаг с широким выбросом вперёд задних ног; нечто среднее между шагом и рысью.
Тёльт по скорости не уступает рыси. В зависимости от степени обучения лошади скорость передвижения тёльтом может свободно варьироваться от шага до галопа, но по последовательности перестановки ног тёльт сравним с шагом. Фаза рывка или фаза парения при этом отсутствует. Как результат, быстрое, но при этом совершенно не тряское передвижение.
Склонность к тёльту обусловлена генетически и изначально была у всех европейских лошадей. Её отсутствие у современной европейской лошади — результат исторических техногенных изменений и последовавшей за ними длительной, крайне жесткой селекции, в зависимости от породы не менее жестко продолжающийся и в наши дни. Появление даже слабо выраженного тёльта у лошади, для чьей породы он не желателен, ведет к неизбежной выбраковке из селекционного процесса.
Пасо фино — естественный аллюр лошадей одноименной породы — мелкий быстрый шаг, при котором лошадь быстро перебирает ногами.
К естественным аллюрам также относится шлапак (тропота) — аллюр, представляющий собой нечто среднее между рысью и галопом. Шлапак считается «неправильным» аллюром, так как он неудобен при езде верхом и утомляет лошадь. Обычно такую лошадь стараются переучить — поставить на чистые рысь и галоп.
Про движущуюся лошадь нельзя сказать, что она едет. Конь едет только когда находится в коневозке. В остальных случаях он идёт, бежит, рысит, скачет, галопирует, прыгает, шлапачит (тропотит) или просто движется.
В разных регионах России и среди русскоязычного населения других стран могут быть свои обозначения (синонимы) основных естественных аллюров.

Пассаж

## Искусственные аллюры
Пассаж — очень тихая рысь, с небольшим выносом ног вперёд, при которой передние ноги медленно и красиво поднимаются вверх, а задние сильно подведены под корпус.
Пиаффе — пассаж на одном месте.
Испанский шаг — шаг с выносом лошадью вперёд параллельно земле вытянутой передней ноги.
Испанская рысь — рысь с выносом лошадью вперёд параллельно земле вытянутой передней ноги.
Галоп на трёх ногах — галоп, при котором одна из передних ног постоянно вытянута вперёд и не касается земли.
Галоп назад — это, соответственно, галоп назад.
Искусственные аллюры у лошадей выработаны под воздействием вековых традиций демонстрации искусства верховой езды — взаимодействия лошади и всадника, — и красоты движений лошади. Пассаж и пиаффе демонстрируются в рамках соревнований по выездке.